# Dezoksiguanozin-trifosfat
Dezoksiguanozin trifosfat (dGTP) je nukleotidni prekurzor koji ćelije koriste za DNK sintezu. Ova supstanca se koristi u tehnici polimerazne lančane reakcije, u sekvenciranju, i u kloniranju. dGTP je isto tako kompetitor inhibicije aciklovirom u tretmanu HSV virusa.

## Literatura
- Даринка Кораћевић; Гордана Бјелаковић; Видосава Ђорђевић. Биохемија. савремена администрација. ISBN 978-86-387-0622-8.

## Spoljašnje veze
- Deoxyguanosine+triphosphate на 